# Хуан-Альдама (Чиуауа)
Хуан-Альдама (исп. Juan Aldama) — город в Мексике, штат Чиуауа, входит в состав муниципалитета Альдама и является его административным центром. Численность населения, по данным переписи 2010 года, составила 18 642 человека.

## Общие сведения
Поселение было основано 7 августа 1671 года Педро Кано де лос Риосом как ранчо для разведения скота под названием Сан-Херонимо. В 1717 году на юге от поселения францисканцы основали миссию для крещения местного населения. 7 сентября 1826 года поселение было переименовано в честь мексиканского революционера Хуана Альдамы.
Через город проходит идущая с юго-запада на северо-восток 16-я федеральная автодорога.